# Ludolf Hawenkel
Ludolf Hawenkel, auch Houdenkerle (* in Lüchow; † 24. Februar 1521 in Lübeck) war Ratssekretär der Hansestadt Lübeck.

## Leben
Ludolf Hawenkel immatrikulierte sich im Mai 1509 als Ludolphus Howkerle de Luschow zum Studium an der Universität Rostock. Bei seiner Immatrikulation im Mai 1511 an der Universität Wittenberg als Ludolffus Houwenkerle de Luchau Vorden. dioc. wird seine Herkunft aus Lüchow im Bistum Verden deutlicher. Magister Ludolf Hawenkel wurde im Juli 1519 Ratssekretär in Lübeck und ist in seiner Tätigkeit durch mehrere Eintragungen im Eidebuch und im Lübecker Niederstadtbuch belegt. Als Kanzleisprache schrieb er in einer Mischung aus mittelniederdeutsch und hochdeutsch. Er verstarb an der Pest.